# Wolfgang von Trips

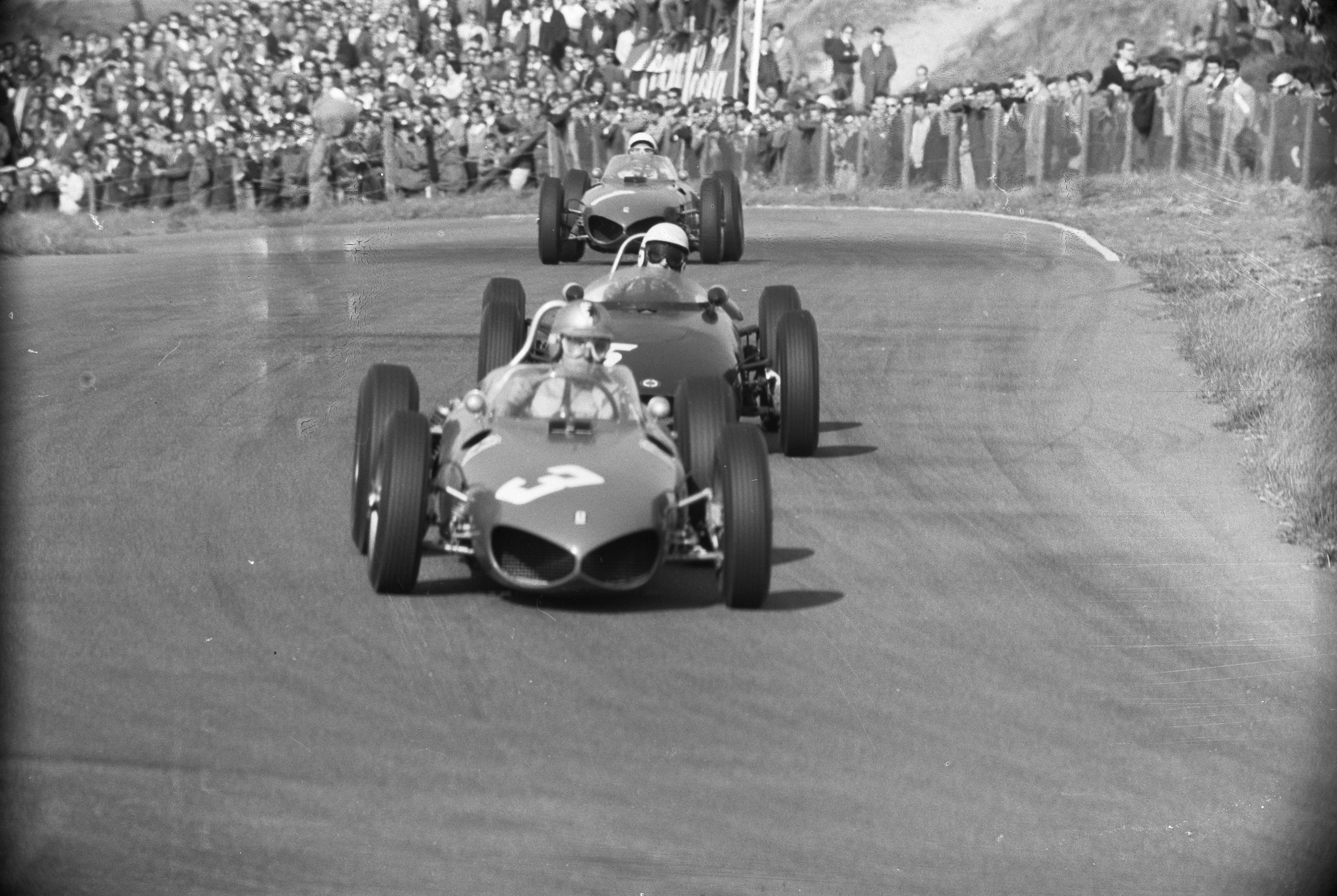
von Trips, Jim Clark y Phil Hill en el Gran Premio de los Países Bajos de 1961.

Wolfgang Alexander Albert Eduard Maximilian Reichsgraf Berghe von Trips (Kerpen-Horrem, Alemania, 4 de mayo de 1928-10 de septiembre de 1961), más conocido como Wolfgang von Trips, fue un piloto de automovilismo alemán. Compitió en Fórmula 1 entre los años 1956 y 1961, año en el que murió a causa de un accidente que, además, costó la vida de catorce espectadores durante el Gran Premio de Italia de 1961.
El 10 de septiembre de 1961, asegurándose un tercer puesto en el Gran Premio de Italia obtendría el título de Campeón del Mundo de Fórmula 1 ese año. Pero, su Ferrari colisionó con el Lotus de Jim Clark; el monoplaza del alemán voló por los aires tras el toque y se estrelló con las barreras de protección, en las que había (de manera ilegal) doce espectadores, que igualmente perecieron. Dos más (que había situados de forma legal) perecieron por el Lotus del escocés. A Clark se le consideró el culpable del accidente, pero al final, Clark fue absuelto en 1965 con una dura sanción económica.
Von Trips pudo ser el primer alemán en ganar un campeonato de Fórmula 1, algo que no ocurriría hasta 33 años después, con Michael Schumacher. En el año de su fallecimiento, Wolfgang von Trips estableció una pista de carreras de kart en Kerpen, Alemania. La misma que compró Rolf Schumacher (padre de Michael y Ralf Schumacher), a Von Trips en 1961, a unos días de su muerte. En la pista de Von Trips, Michael Schumacher daría sus primeras vueltas allí con un kart para luego pasar a categorías superiores.
Tras el fatal accidente que terminara con su vida, la Scuderia Ferrari para la cual corría Von Trips, tomaría la decisión de retirar su equipo de la última fecha del calendario del año 1961. A pesar de ello, el título quedó en manos del equipo ya que fue consagrado como campeón el estadounidense Phil Hill, compañero de Von Trips y con quien lograran cosechar la mayor cantidad de puntos que posibilitaron el primer campeonato de constructores para la Scuderia Ferrari.
El mismo día de su muerte, iba a viajar en avión junto con un excompañero rumbo a Estados Unidos, en un avión que se estrelló sobre Escocia.

## Resultados

### Fórmula 1
(Clave) (negrita indica pole position) (cursiva indica vuelta rápida)
| Año     | Escudería             | 1       | 2        | 3     | 4       | 5       | 6       | 7       | 8       | 9     | 10      | 11  | Pos. | Puntos |
| ------- | --------------------- | ------- | -------- | ----- | ------- | ------- | ------- | ------- | ------- | ----- | ------- | --- | ---- | ------ |
| 1956    | Scuderia Ferrari      | ARG     | MON      | 500   | BEL     | FRA     | GBR     | GER     | ITA DNS |       |         |     | NC   | 0      |
| 1957    | Scuderia Ferrari      | ARG 6‡  | MON Ret‡ | 500   | FRA     | GBR     | GER     | PES     | ITA 3   |       |         |     | 14.º | 4      |
| 1958    | Scuderia Ferrari      | ARG     | MON Ret  | NED   | 500     | BEL     | FRA 3   | GBR Ret | GER 4   | POR 5 | ITA Ret | MAR | 11.º | 9      |
| 1959    | Dr Ing hcf Porsche KG | MON Ret | 500      | NED   | FRA     | GBR     | GER DNS | POR     | ITA     |       |         |     | 20   | 1      |
| 1959    | Scuderia Ferrari      |         |          |       |         |         |         |         |         | USA 6 |         |     | 20   | 1      |
| 1960    | Scuderia Ferrari      | ARG 5   | MON 8    | 500   | NED 5   | BEL Ret | FRA 11  | GBR 6   | POR 4   | ITA 5 |         |     | 7.º  | 10     |
| 1960    | Scuderia Centro Sud   |         |          |       |         |         |         |         |         |       | USA 9   |     | 7.º  | 10     |
| 1961    | Scuderia Ferrari      | MON 4   | NED 1    | BEL 2 | FRA Ret | GBR 1   | GER 2   | ITA Ret | USA     |       |         |     | 2.º  | 33     |
| Fuente: |                       |         |          |       |         |         |         |         |         |       |         |     |      |        |